# 中村哲也
中村 哲也（なかむら てつや）は、日本の漫画家、イラストレーター。

## 作品リスト

### 漫画
- デュエルファイター刃 - 『RPGマガジン』（1997年 - 1999年）→『ゲームぎゃざ』（1999年 - 2003年）→単行本全7巻
- DragonSteak?（ドラゴンステーキ） - 『月刊コミック電撃大王』（2005年 - ）→同人（ - 2012年）→単行本全2巻
- 公園カフェにいらっしゃい - 『電撃帝王』（2006年）
- M∴G∵Bibliophile - 『TECH GIAN』（第一話:2006年2月、第二話:2006年6月、第三話:2006年12月、第四話:2007年1月、第五話:2007年2月）
- エンシェントミスティ - 『月刊電撃コミックガオ!』（2007年3月号 - 8月号）、原作：虚淵玄
- アキハバラ伝奇祭 - 『TECH GIAN』（第一話:2007年12月付録"TECH GIAN イレギュラーズ"P97～104、第二話以降:2008年2月、2008年4月 - 10月、全9話）
- ぽすから - 『まんがタイムきららMAX』（2008年 - 2010年）
- 坂シリーズ[1] - 『Fellows!』 → 『ハルタ』（2011年 - 2014年） → 単行本『魔街の坂』全2巻。
- 『王冠』シリーズ[2]
  1. ネコと鴎の王冠 - 『ハルタ』（2016年 - 2017年）→単行本全1巻
  2. キツネと熊の王冠 - 『ハルタ』（2017年 - 2019年）→単行本全1巻
  3. ヤギと羊の王冠 - 『ハルタ』→『青騎士』（2020年 - 2022年[3]）→単行本全1巻

### その他
- ジュラシック・パーク（セガ・ゲームギア用ソフト）（1993年）グラフィック
- シルヴァンテイル（セガ・ゲームギア用ソフト）（1995年）グラフィック・各種イラスト
- 魔法騎士レイアース2（セガ・ゲームギア用ソフト）（1995年）グラフィック
- ワールドアドバンスド大戦略 〜作戦ファイル〜（セガ・セガサターン用ソフト）（1995年）グラフィック
- ネットゲーム97 勇者110番 -Call To Brave-（遊演体）（1997年）キャラクターデザイン・各種イラスト
- 勇者110番―あたしとあいつは最強ペア!?（電撃文庫、高城響）（1997年）挿絵[4]
- ちょ〜イタ 〜素晴らしき超能力人生〜（ライアーソフト）（1999年）原画・キャラクターデザイン[5]
- 腐り姫（ライアーソフト）（2002年）原画・キャラクターデザイン
- CANNONBALL 〜ねこねこマシン猛レース!〜（ライアーソフト）（2003年）キャラクターデザイン[6]
- ライアー大戦 じゃんまげどん（ライアーソフト）（2003年）原画
- SEVEN BRIDGE（ライアーソフト）（2005年）原作[7]・原画・キャラクターデザイン
- 串刺しヘルパーさされさん（HJ文庫、木村航）（2006年）挿絵
- ミズキ、はじまりの魔法（角川つばさ文庫、りゅう紫月）（2012年）挿絵